# BEMO (ferromodelismo)

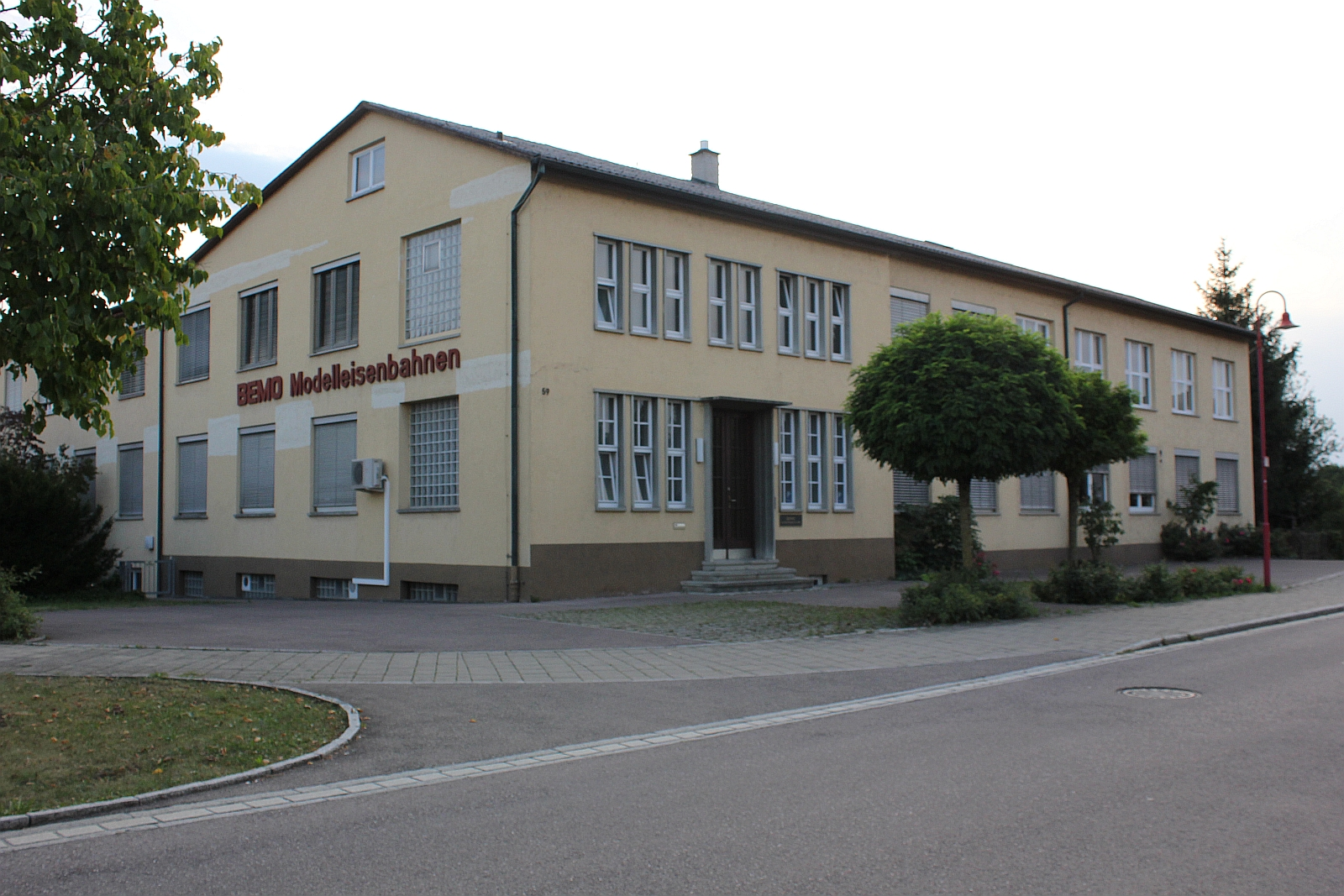
Fábrica da BEMO em Uhingen

A BEMO Modelleisenbahnen GmbH u. Co KG, é uma fábrica de artefatos de ferromodelismo alemã fundada em 1976, por Harald Göbel baseada em Uhingen. A maior parte dos modelos é fabricada nas escalas: HO e N.
- Cenário e vagão de passageiros fabricados pela BEMO na escala HO.
- Modelo do "ônibus trem" de Wismar fabricado pela BEMO na escala HO.